# Olimpiai érmesek listája golfban
Ez a lap az olimpiai érmesek listája golfban 1900-tól 1904-ig, valamint 2016-tól 2020-ig.

## Összesített éremtáblázat
(A táblázatokban Magyarország és a rendező nemzet sportolói eltérő háttérszínnel, az egyes számoszlopok legmagasabb értéke vagy értékei vastagítással kiemelve.)
| A nyári olimpiai játékok összesített éremtáblázata golfban | A nyári olimpiai játékok összesített éremtáblázata golfban | A nyári olimpiai játékok összesített éremtáblázata golfban | A nyári olimpiai játékok összesített éremtáblázata golfban | A nyári olimpiai játékok összesített éremtáblázata golfban | Olimpia  |
| ---------------------------------------------------------- | ---------------------------------------------------------- | ---------------------------------------------------------- | ---------------------------------------------------------- | ---------------------------------------------------------- | -------- |
|                                                            | Ország                                                     | Arany                                                      | Ezüst                                                      | Bronz                                                      | Összesen |
| 1.                                                         | Egyesült Államok (USA)                                     | 5                                                          | 3                                                          | 5                                                          | 13       |
| 2.                                                         | Nagy-Britannia (GBR)                                       | 1                                                          | 1                                                          | 1                                                          | 3        |
| 3.                                                         | Dél-Korea (KOR)                                            | 1                                                          | 0                                                          | 0                                                          | 1        |
| 3.                                                         | Kanada (CAN)                                               | 1                                                          | 0                                                          | 0                                                          | 1        |
|                                                            |                                                            |                                                            |                                                            |                                                            |          |
| 5.                                                         | Új-Zéland (NZL)                                            | 0                                                          | 1                                                          | 1                                                          | 2        |
| 6.                                                         | Japán (JPN)                                                | 0                                                          | 1                                                          | 0                                                          | 1        |
| 6.                                                         | Svédország (SWE)                                           | 0                                                          | 1                                                          | 0                                                          | 1        |
| 6.                                                         | Szlovákia (SVK)                                            | 0                                                          | 1                                                          | 0                                                          | 1        |
|                                                            |                                                            |                                                            |                                                            |                                                            |          |
| 9.                                                         | Kína (CHN)                                                 | 0                                                          | 0                                                          | 1                                                          | 1        |
| 9.                                                         | Tajvan (TPE)                                               | 0                                                          | 0                                                          | 1                                                          | 1        |
|                                                            |                                                            |                                                            |                                                            |                                                            |          |
| Összesen                                                   | Összesen                                                   | 8                                                          | 8                                                          | 9                                                          | 25       |

## Férfiak

### Egyéni
| Olimpia              | Arany                                      | Ezüst                                    | Bronz                                           |
| 1900, Párizs         | Charles Sands · Egyesült Államok (USA)     | Walter Rutherford · Nagy-Britannia (GBR) | David Robertson · Nagy-Britannia (GBR)          |
| 1904, St. Louis      | George Lyon · Kanada (CAN)                 | Chandler Egan · Egyesült Államok (USA)   | Burt McKinnie · Egyesült Államok (USA)          |
| 1904, St. Louis      | George Lyon · Kanada (CAN)                 | Chandler Egan · Egyesült Államok (USA)   | Francis Newton · Egyesült Államok (USA)         |
| 2016, Rio de Janeiro | Justin Rose · Nagy-Britannia (GBR)         | Henrik Stenson · Svédország (SWE)        | Matt Kuchar · Egyesült Államok (USA)            |
| 2020, Tokió          | Xander Schauffele · Egyesült Államok (USA) | Rory Sabbatini · Szlovákia (SVK)         | Pan Cseng-cung (Pan Cheng-tsung) · Tajvan (TPE) |

### Csapat
| Olimpia         | Arany | Ezüst | Bronz |
| 1904, St. Louis | Egyesült Államok (USA) · Robert Hunter · Chandler Egan · Kenneth Edwards · Clement Smoot · Walter Egan · Daniel Sawyer · Edward Cummins · Mason Phelps · Nathaniel Moore · Warren Wood | Egyesült Államok (USA) · Albert Lambert · Stuart Stickney · Burt McKinnie · William Stickney · Ralph McKittrick · Frederick Semple · Francis Newton · Henry Potter · John Cady · John Maxwell | Egyesült Államok (USA) · Douglass Cadwallader · Allen Lard · Jesse Carleton · Simeon Price · Harold Weber · John Rahm · Arthur Hussey · Orus Jones · Harold Fraser · George Oliver |

### Éremtáblázat
| A nyári olimpiai játékok összesített éremtáblázata férfi golfban | A nyári olimpiai játékok összesített éremtáblázata férfi golfban | A nyári olimpiai játékok összesített éremtáblázata férfi golfban | A nyári olimpiai játékok összesített éremtáblázata férfi golfban | A nyári olimpiai játékok összesített éremtáblázata férfi golfban | Olimpia  |
| ---------------------------------------------------------------- | ---------------------------------------------------------------- | ---------------------------------------------------------------- | ---------------------------------------------------------------- | ---------------------------------------------------------------- | -------- |
|                                                                  | Ország                                                           | Arany                                                            | Ezüst                                                            | Bronz                                                            | Összesen |
| 1.                                                               | Egyesült Államok (USA)                                           | 3                                                                | 2                                                                | 4                                                                | 9        |
| 2.                                                               | Nagy-Britannia (GBR)                                             | 1                                                                | 1                                                                | 1                                                                | 3        |
| 3.                                                               | Kanada (CAN)                                                     | 1                                                                | 0                                                                | 0                                                                | 1        |
|                                                                  |                                                                  |                                                                  |                                                                  |                                                                  |          |
| 4.                                                               | Svédország (SWE)                                                 | 0                                                                | 1                                                                | 0                                                                | 1        |
| 4.                                                               | Szlovákia (SVK)                                                  | 0                                                                | 1                                                                | 0                                                                | 1        |
|                                                                  |                                                                  |                                                                  |                                                                  |                                                                  |          |
| 6.                                                               | Tajvan (TPE)                                                     | 0                                                                | 0                                                                | 1                                                                | 1        |
|                                                                  |                                                                  |                                                                  |                                                                  |                                                                  |          |
| Összesen                                                         | Összesen                                                         | 5                                                                | 5                                                                | 6                                                                | 16       |

## Nők

### Egyéni
| Olimpia              | Arany                                         | Ezüst                                     | Bronz                                      |
| 1900, Párizs         | Margaret Ives Abbott · Egyesült Államok (USA) | Pauline Whittier · Egyesült Államok (USA) | Daria Pratt · Egyesült Államok (USA)       |
| 2016, Rio de Janeiro | Pak Inbi (Park In-bi) · Dél-Korea (KOR)       | Lydia Ko · Új-Zéland (NZL)                | Feng San-san (Feng Shan-shan) · Kína (CHN) |
| 2020, Tokió          | Nelly Korda · Egyesült Államok (USA)          | Mone Inami · Japán (JPN)                  | Lydia Ko · Új-Zéland (NZL)                 |

### Éremtáblázat
| A nyári olimpiai játékok összesített éremtáblázata női golfban | A nyári olimpiai játékok összesített éremtáblázata női golfban | A nyári olimpiai játékok összesített éremtáblázata női golfban | A nyári olimpiai játékok összesített éremtáblázata női golfban | A nyári olimpiai játékok összesített éremtáblázata női golfban | Olimpia  |
| -------------------------------------------------------------- | -------------------------------------------------------------- | -------------------------------------------------------------- | -------------------------------------------------------------- | -------------------------------------------------------------- | -------- |
|                                                                | Ország                                                         | Arany                                                          | Ezüst                                                          | Bronz                                                          | Összesen |
| 1.                                                             | Egyesült Államok (USA)                                         | 2                                                              | 1                                                              | 1                                                              | 4        |
| 2.                                                             | Dél-Korea (KOR)                                                | 1                                                              | 0                                                              | 0                                                              | 1        |
|                                                                |                                                                |                                                                |                                                                |                                                                |          |
| 3.                                                             | Új-Zéland (NZL)                                                | 0                                                              | 1                                                              | 1                                                              | 2        |
| 4.                                                             | Japán (JPN)                                                    | 0                                                              | 1                                                              | 0                                                              | 1        |
|                                                                |                                                                |                                                                |                                                                |                                                                |          |
| 5.                                                             | Kína (CHN)                                                     | 0                                                              | 0                                                              | 1                                                              | 1        |
|                                                                |                                                                |                                                                |                                                                |                                                                |          |
| Összesen                                                       | Összesen                                                       | 3                                                              | 3                                                              | 3                                                              | 9        |